# Durový kvintakord
Durový kvintakord je jedním z nejpoužívanějších akordů v evropské hudbě.
Jedná se o trojzvuk, který sestává ze základního tónu, velké tercie a čisté kvinty. V čistém ladění je tvořen tóny s poměrem frekvencí 4:5:6. Značí se obvykle velkým písmenem označujícím základní tón.

## Složení durového kvintakordu

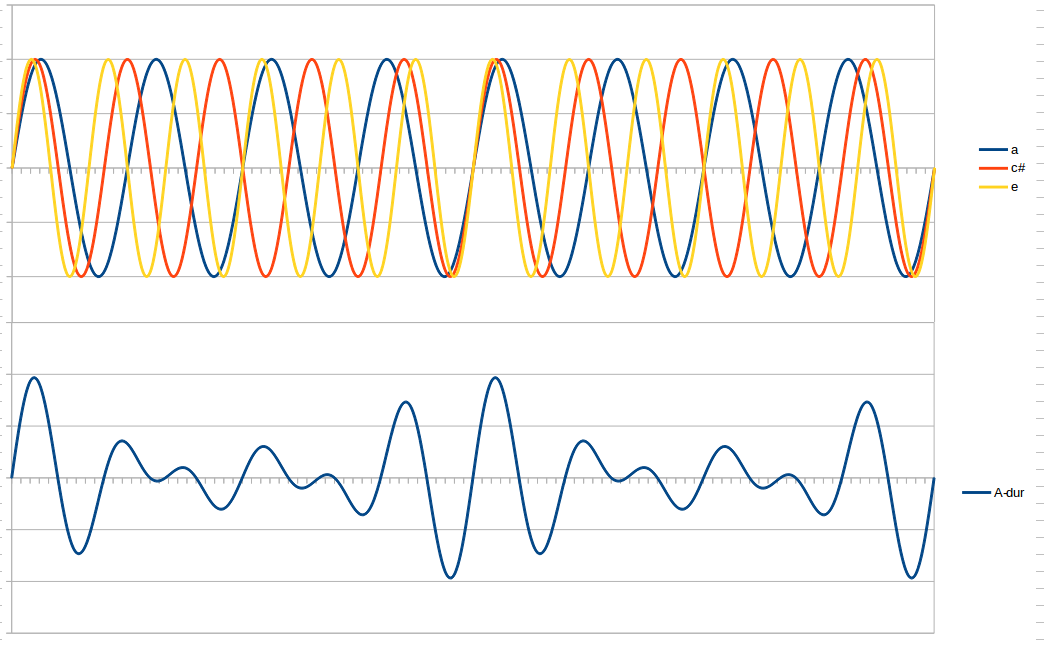
Tvar zvukové vlny durového akordu

| Jméno akordu | Značka akordu              | Základní tón | Velká tercie | Kvinta |
| ------------ | -------------------------- | ------------ | ------------ | ------ |
| C dur        | {\displaystyle C\,\!}      | C            | E            | G      |
| G dur        | {\displaystyle G\,\!}      | G            | H            | D      |
| D dur        | {\displaystyle D\,\!}      | D            | F#           | A      |
| A dur        | {\displaystyle A\,\!}      | A            | C#           | E      |
| E dur        | {\displaystyle E\,\!}      | E            | G#           | H      |
| H dur        | {\displaystyle H\,\!}      | H            | D#           | F#     |
| Fis dur      | {\displaystyle F^{\#}\,\!} | F#           | A#           | C#     |
| Cis dur      | {\displaystyle C^{\#}\,\!} | C#           | E#           | G#     |
| As dur       | {\displaystyle A^{b}\,\!}  | As           | C            | Es     |
| Es dur       | {\displaystyle E^{b}\,\!}  | Es           | G            | B      |
| B dur        | {\displaystyle B^{b}\,\!}  | B            | D            | F      |
| F dur        | {\displaystyle F\,\!}      | F            | A            | C      |

## Obraty

Kvintakord C dur a jeho obraty: sextakord a kvartsextakord.

Jako trojzvuk má durový kvintakord dva obraty:
- první obrat – sextakord složený z malé tercie a malé sexty, například e – g – c pro akord {\displaystyle C\,\!}
- druhý obrat – kvartsextakord složený z kvarty a velké sexty, například g – c – e pro akord {\displaystyle C\,\!}

## Harmonická funkce
Jako základní durový akord, vyjadřující jakýkoliv nealterovaný durový mód, může durový kvintakord stát ve funkci tóniky, subdominanty i dominanty durové tóniny – v prvních dvou případech se tak opravdu používá, ve třetím je častější použití dominantního septakordu.